# Деку, Пьер
Пьер Деку (фр. Pierre Decouz; 1775—1814) — французский военный деятель, дивизионный генерал (1813 год), барон (1808 год), участник революционных и наполеоновских войн. Имя генерала выбито на Триумфальной арке в Париже.

## Биография
Родился в семье буржуа Жака Жозефа Деку (фр. Jacques Joseph Decouz; 1741—1820) и его супруги Франсуазы Шабаль (фр. Françoise Chabal; 1748—1777). Три его брата: Жозеф, Сигизмон и Этьен - все трое тоже солдаты, погибли в бою.
Начал военную службу 17 марта 1793 года добровольцем во 2-м батальоне волонтёров департамента Мон-Блан. Участвовал в осаде Тулона. 29 марта 1794 года переведён в ряды 19-й полубригады линейной пехоты, которая 25 мая 1796 года стала 69-й линейной. Служил в составе Итальянской армии.
6 января 1797 года он стал помощником полковника штаба Рамбо и в этом качестве перешёл в Восточную армию Наполеона. Участвовал в Египетской кампании. 30 сентября 1798 года был назначен адъютантом штаба в дивизии генерала Ланна. 25 июля 1799 года отличился в сражении при Абукире, где потерял лошадь, убитую под ним. В сентябре 1799 года стал адъютантом генерала Фриана. 27 марта 1801 года из рук генерала Мену получил патент полковника штаба.
22 ноября 1801 года назначен начальником штаба 7-го военного округа в Гренобле. 6 сентября 1805 года, после начала войны с Австрией и Россией, получил должность заместителя начальника штаба 5-го армейского корпуса Великой Армии. Отличился в Аустерлицком сражении, где потерял двух лошадей, убитых под ним.
27 декабря 1805 года был назначен командиром 21-го полка линейной пехоты. В составе дивизии Гюдена принимал участие в кампаниях 1806-07 годов, отличился в сражении при Ауэрштедте. При Пултуске под ним была убита лошадь. 8 февраля сражался при Эйлау.
25 мая 1808 года женился в Гренобле на Луизе Мишель (фр. Louise Michel; 1778—1857). У пары родились три сына:
- Жоашен (фр. Joachim Charles Napoléon Ernest Decouz; 1809—1893);
- без имени (1810—1810);
- Жан (фр. Jean Octave Decouz; 1813—1818)[1].

Вновь проявить себя Деку смог в ходе Австрийской кампании 1809 года, когда в сражении при Пресбурге 30 июня захватил 3 пушки и более 300 пленных. Также отличился при Ваграме, где преследовал неприятеля от острова Штадт-Ауэ на Дунае, и в его руки попало большое количество артиллерийских орудий и 600 пленных, среди которых был командир полка морской артиллерии полковник Сен-Жульен. 12 июля 1809 года за успешные действия был награждён Императором чином бригадного генерала.
3 мая 1810 года определён на службу Неаполитанского королевства. Участвовал в обороне Отранто. Позже Наполеон возложил на Деку обязанность обеспечить безопасность портов Адриатики. 24 июня 1811 года возглавил 3-ю бригаду наблюдательного корпуса Южной Италии генерала Гренье. Король Мюрат выказал Деку своё доверие и дружбу, став крёстным отцом его сына.
В октябре 1812 года Деку был отозван во Францию. С 3 марта 1813 года состоял в 1-й дивизии наблюдательного корпуса Италии. С 8 марта по 10 апреля 1813 года командовал 1-м полком пеших егерей Императорской гвардии в звании майора гвардии. 10 апреля 1813 года возглавил 1-ю бригаду 2-й пехотной дивизии Молодой гвардии. Отличился в сражениях при Лютцене и Баутцене.
4 августа 1813 года получил звание дивизионного генерала. 5 августа возглавил 51-ю пехотную дивизию в 14-м армейском корпусе маршала Сен-Сира. 26 августа стал командиром 3-й пехотной дивизии Молодой гвардии. После бегства саксонцев и солдат Рейнского союза в сражении при Лейпциге, дивизия Деку стала частью арьергарда под командованием маршала Удино, который прикрывал отступление армии против Бернадота и шведов. 16 декабря 1813 года назначен командиром 2-й пехотной дивизии Молодой гвардии.
Также отважно генерал сражался во Французской кампании 1814 года. 29 января был тяжело ранен пулей в грудь в начале сражения при Бриенне, однако отказался покидать поле боя, и вскоре получил вторую огнестрельную рану в грудь. Был доставлен в Париж, где и умер 18 февраля 1814 года в возрасте 38 лет. Был похоронен на кладбище Пер-Лашез.

## Воинские звания
- Младший лейтенант (10 мая 1793 года);
- Лейтенант (21 декабря 1793 года);
- Капитан (30 сентября 1798 года);
- Командир батальона (4 августа 1799 года);
- Полковник (27 марта 1801 года);
- Бригадный генерал (12 июля 1809 года);
- Дивизионный генерал (4 августа 1813 года).

## Титулы
- Герб барона Барон Деку и Империи (фр. baron Decouz et de l'Empire; декрет от 19 марта 1808 года, патент подтверждён 27 ноября 1808 года в Аранда-де-Дуэро)[2].

## Награды
Легионер ордена Почётного легиона (5 февраля 1804 года)
 Офицер ордена Почётного легиона (14 июня 1804 года)
 Коммандан ордена Почётного легиона (21 сентября 1809 года)
 Кавалер ордена Железной короны (21 сентября 1809 года)